# Dendrobium delacourii
Dendrobium delacourii är en orkidéart som beskrevs av André Guillaumin. Dendrobium delacourii ingår i släktet Dendrobium, och familjen orkidéer. Inga underarter finns listade i Catalogue of Life.

## Bildgalleri

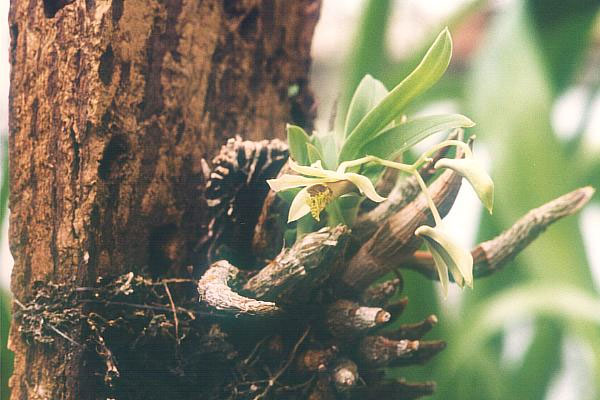